# Lispe hebeiensis
Lispe hebeiensis este o specie de muște din genul Lispe, familia Muscidae, descrisă de Ma și Tian în anul 1993.
Este endemică în Liaoning. Conform Catalogue of Life specia Lispe hebeiensis nu are subspecii cunoscute.